# Cryptodiaporthe robergeana
Cryptodiaporthe robergeana är en svampart som först beskrevs av Jean Baptiste Desmazières, och fick sitt nu gällande namn av Lewis Edgar Wehmeyer 1933. Cryptodiaporthe robergeana ingår i släktet Cryptodiaporthe och familjen Gnomoniaceae.   Inga underarter finns listade i Catalogue of Life.